# 에리크 에부아네
에리크 에부아네(프랑스어: Eriq Ebouaney, 1967년 10월 3일 ~ )는 프랑스의 배우이다. 전 콩고 민주 공화국 총리 파트리스 루뭄바 전기 영화 《루뭄바》(2000)에서 주인공 루뭄바를 연기했다.

## 출연 작품

### 영화
- 와인이 흐르는 강 (1999)
- 루뭄바 (2000)
- 내 아내는 여배우 (2001, Ma femme est une actrice)
- 팜므 파탈 (2002)
- 크림슨 리버 2 - 요한 계시록의 천사들 (2004)
- 킹덤 오브 헤븐 (2005)
- 네티비티 스토리: 위대한 탄생 (2006)
- 히트맨 (2007)
- 35 럼 샷 (2008)
- 트랜스포터: 라스트 미션 (2008)
- 캐쉬 (2008)
- 박쥐 (2009)
- 호드 (2009)
- 블랙 골드 (2011)
- 쓰리데이즈 투 킬 (2014)
- 바스티유 데이 (2016)
- 세일즈맨의 전설 (2017)
- 도미노 (2019)
- 라 테르 (2020)
- 로그시티 (2020)

### 텔레비전
- 장 르노의 8구역 (2013, Jo)